# Styela angularis
Styela angularis är en sjöpungsart som först beskrevs av William Stimpson 1855.  Styela angularis ingår i släktet Styela och familjen Styelidae. Inga underarter finns listade i Catalogue of Life.